# Polimerizzazione a catena
La polimerizzazione a catena è una delle due grandi classi distinte di reazioni di polimerizzazione proposte da Paul Flory nel 1953; l'altra è la polimerizzazione a stadi.
La polimerizzazione a catena avviene per addizioni successive, e in genere non sono presenti sottoprodotti, quindi, seguendo la precedente classificazione di Wallace Carothers (del 1929), si tratta in genere di una polimerizzazione per addizione. Esistono comunque delle eccezioni; ad esempio il poliuretano è un polimero di addizione, ma la sua produzione avviene tramite polimerizzazione a stadio.
Questo tipo di polimerizzazione è detto a catena perché ogni passaggio dipende da quello precedente, e permette quello successivo.
In questo genere di reazioni sono coinvolti per lo più monomeri vinilici, ovvero monomeri in cui è presente un doppio legame C=C; sono tuttavia possibili polimerizzazioni a catena anche con monomeri di altro tipo (come ad esempio gli eteri ciclici).

Si possono avere diverse tipologie di polimerizzazione a catena, a seconda della tipologia della specie attiva:
- polimerizzazione radicalica[4]
- polimerizzazione ionica[5]
  - polimerizzazione cationica
  - polimerizzazione anionica

Nella polimerizzazione radicalica (detta anche poliaddizione radicalica) le molecole reattive sono dei radicali, mentre nelle polimerizzazioni cationiche e anioniche le molecole reattive sono rispettivamente dei carbocationi e carbanioni. Si differenziano per la modalità di scissione del legame.

## Polimerizzazioni radicaliche
La polimerizzazione avviene secondo il seguente schema:
1. attivazione
2. propagazione
3. terminazione.

### Attivazione
Nel processo di attivazione viene creato un radicale libero partendo da un iniziatore.
L'iniziatore è una molecola in grado di decomporsi tramite la rottura omolitica di un legame, con la relativa formazione del radicale, secondo una reazione del tipo:
I2 → 2I•
In cui con I2 si indica l'iniziatore e con I• si indica il radicale.
Il radicale (I•) presenta una notevole reattività, per cui può unirsi ad un monomero (M) portando alla formazione di un radicale primario (P1•):
I• + M → P1•
L'attivazione di una molecola può avvenire per via termica (decomposizione termica), per via chimica o per radiazione elettromagnetica.
La reazione di generazione dei radicali è una reazione lenta, perché porta alla formazione di un composto instabile. L'inizializzazione è influenzata dalla temperatura ed è sufficientemente lenta da far sì che in genere la velocità dell'intero processo di polimerizzazione sia controllata dalla sola reazione chimica di attivazione: infatti le altre reazioni sono relativamente veloci e non vengono influenzate dalla temperatura. Per il cosiddetto "principio di Flory", si ipotizza che tutte le reazioni di propagazione avvengano con la stessa velocità.
Il fattore di efficienza radicalica determina l'efficienza dei radicali in una reazione, e si esprime come il rapporto tra il numero di radicali efficaci ed il numero totale di radicali. Di norma il suo valore varia da 0,3 a 0,8.

### Propagazione

Attacco testa-coda (in alto), testa-testa (al centro) e coda-coda (in basso).

Nel processo di propagazione, il radicale primario (P1•) reagisce con più monomeri successivamente, formando un radicale composto da un numero di unità ripetitive (dette anche "polimeri") più elevate, secondo una reazione del tipo:
P1• + nM → Pn•
in cui "n" è il numero di monomeri che si addizionano alla catena e Pn• rappresenta una catena composta da un numero "n" di unità ripetitive.
L'attacco può avvenire secondo differenti tipologie:
- attacco testa-coda
- attacco testa-testa
- attacco coda-coda.

Il polimero prodotto presenterà isotatticità solo nel caso in cui la propagazione avvenga attraverso l'attacco testa-coda.

### Terminazione
Durante il processo di terminazione una catena polimerica che si era accresciuta durante il processo di propagazione (Pn•) incontra un'altra catena polimerica anch'essa in fase di propagazione (Pm•), e dalla reazione di questi due radicali si ha la formazione di un polimero (P) con un numero di unità ripetitive pari alla somma (m+n) delle unità ripetitive che componevano le singole catene. La reazione di terminazione si può quindi schematizzare come segue:
Pn• + Pm• → P
La reazione precedente corrisponde ad una reazione di terminazione per accoppiamento (in inglese combination o coupling). Esiste anche la possibilità che due catene reagiscono in una reazione di terminazione per disproporzionamento (in inglese disproportionation), dando luogo alla formazione di catene aventi un doppio legame (o "insaturazione") terminale:
R-CH2-CH2• + R'-CH2-CH2• → R-CH2-CH3 + R'-CH=CH2
Ogni ciclo di attivazione-propagazione-terminazione è riferito ad una molecola di polimero, per cui in un determinato istante si realizzeranno più cicli di questo tipo all'interno dell'ambiente di reazione.

### Effetto gel e autoaccelerazione
Si intende per effetto gel (noto anche come effetto Trommsdorff-Norrish) una condizione che si può verificare durante una polimerizzazione a catena radicalica, in cui il sistema che contiene il polimero aumenta considerevolmente la propria viscosità (in una regione localizzata dell'ambiente di reazione). Si tratta di una continua crescita delle catene polimeriche, che arrivano ad avere un numero elevatissimo di unità ripetitive (detti monomeri), che in questa condizione si assume pari a infinito. Il limite di condizioni oltre il quale si presenta l'effetto gel viene detto punto di gel. Questo effetto si riscontra più spesso nelle polimerizzazioni in massa (cioè omogenee) rispetto a quelle eterogenee.
A causa dell'effetto gel si ha un aumento improvviso della conversione e del peso molecolare del polimero: questo fenomeno è detto autoaccelerazione. Nel caso in cui il controllo della temperatura non è adeguato la reazione può auto-esaltarsi, in quanto il calore prodotto dalla reazione favorisce ulteriormente l'avanzare della reazione stessa. Si ha di conseguenza un aumento improvviso della temperatura del sistema che può portare a condizioni di runaway, ovvero di instabilità del sistema, con il rischio di danneggiamento o peggio esplosione del reattore chimico. Se invece il controllo della temperatura è adeguato (ovvero il calore della reazione viene smaltito in maniera efficace), l'autoaccelerazione può avvenire in condizioni di isotermicità, quindi senza rischio per le apparecchiature.
Norrish, Smith e Trommsdorff, e in seguito Schultz e Harborth, hanno attribuito la causa del fenomeno di autoaccelerazione ad una diminuzione della velocità di reazione di terminazione, che deriva dal fatto che all'aumentare della viscosità le catene polimeriche diffondono più lentamente nel mezzo che le circonda, per cui i radicali collidono tra di loro con minore frequenza: questo vuol dire che le catene polimeriche continuano ad accrescersi in continuazione, consumando monomero (la cui diffusione, avendo il monomero un peso molecolare molto minore delle catene in accrescimento, è poco influenzato dall'aumento della viscosità), fino a raggiungere pesi molecolari elevatissimi. Allo stesso tempo aumenta la concentrazione di catene polimeriche attive (cioè che hanno funzione di radicale).

### Monomeri
La maggior parte dei monomeri coinvolti nelle polimerizzazioni radicaliche sono di tipo vinilico; altre tipologie coinvolte sono i monomeri carbonilici e ciclici.
Vinilici:
- etilene
- propilene
- isobutene
- butadiene
- isoprene
- stirene
- α-metilstirene
- acrilato di metile
- metacrilato di metile
- acrilonitrile
- acetato di vinile
- cloruro di vinile
- tetrafluoroetilene
- cloroprene

Carbonilici e ciclici:
- aldeidi
- epossidi
- epicloridrina
- triossano.

### Iniziatori

Due iniziatori radicalici: perossido di benzoile (in alto), l'azobisisobutirronitrile (in basso)

Gli iniziatori di queste reazioni si possono suddividere in base alla loro maggiore solubilità in acqua o in solventi organici.
- Tra gli iniziatori solubili in solventi organici, i più usati sono il perossido di benzoile (BPO), l'azobisisobutirronitrile (AIBN) e gli idroperossidi.
- Tra quelli solubili in acqua c'è il reattivo di Fenton, che sfrutta la reazione redox tra il persolfato ed il disolfito (o metabisolfito) catalizzata da ioni Fe3+.
- Altri tipi di iniziatori sono quelli attivati per via termica o con radiazioni.

## Polimerizzazioni ioniche
Anche questo tipo di polimerizzazioni hanno meccanismo a catena, ma la velocità di polimerizzazione è maggiore di quella radicalica. Questo poiché in quelle radicaliche si deve generare l'iniziatore (reazione lenta), e quando parte la polimerizzazione non tutti i radicali sono attivi. Invece in quelle ioniche gli ioni appena introdotti sono subito tutti attivi (questo perché di solito si tratta di acidi forti completamente dissociati). Quindi l'iniziatore forma immediatamente ed al 100% la specie attiva.

Inoltre queste polimerizzazioni presentano stereospecificità elevata e dipendente dal solvente. La specie propagante è accompagnata da un controione di carica opposta, più o meno separato a seconda del solvente.

Infine non è possibile avere la terminazione per accoppiamento poiché le specie che propagano portano carica dello stesso segno.